# Simpson (Illinois)
Simpson è un villaggio degli Stati Uniti d'America, situato nello Stato dell'Illinois, nella contea di Johnson.